# Crazy Itch Radio
Crazy Itch Radio – album zespołu Basement Jaxx wydany w 2006 roku.

## Lista utworów
1. "Intro"
2. "Hush Boy"
3. "Zoomalude"
4. "Take Me Back to Your House"
5. "Hey U"
6. "On the Train"
7. "Run 4 Cover"
8. "Skillalude"
9. "Smoke Bubbles"
10. "Lights Go Down"
11. "Intro (Reprise)"
12. "Everybody"
13. "Keep Keep On"
14. "U R on My Mind"